# 마이크 토드 주니어
마이크 토드 주니어(Mike Todd, Jr., 본명은 Michael Todd, Jr., 1929년 10월 8일 ~ 2002년 5월 5일)은 미국의 영화기업가 겸 영화연출가이며 연극배우이다.

## 생애
1952년 영화기업가로 첫 입문하였고 1960년 미국 영화 《Scent of mystery》로 영화연출가 데뷔하였으며 이듬해 1961년 연극 《All tha way live》의 단역으로 연극배우 데뷔하였다. 이후 일생을 영화기업가와 영화연출가와 연극배우로 계속 두루 활동하였다.
2002년 5월 5일 아일랜드 칼로주 칼로에서 폐암으로 인하여 향년 73세로 별세하였다.

## 같이 보기
- 엘리자베스 테일러